# Springs Junction
Springs Junction ist eine kleine Siedlung im Buller District der Region West Coast auf der Südinsel von Neuseeland.

## Geographie
Die Siedlung befindet sich rund 38 km südöstlich von Reefton, über den Rahu Saddle erreichbar, am Abzweig des New Zealand State Highway 65 vom New Zealand State Highway 7 im Tal der beiden Flüsse Rahu River und Maruia River, die rund 4,5 km weiter nördlich zusammenfließen.
Nordwestlich der Siedlung befindet sich der über 200.000 Hektar große Victoria Forest Park mit der Victoria Range, die sich von 1300 m an nach Norden erhebt, und südlich erstreckt sich der Lake Sumner Forest Park mit dem Lake Christabel südöstlich der Siedlung. Die nächstgelegene Siedlung nach Norden ist Maruia, rund 16 km entfernt und nach Osten Maruia Springs, rund 13 km entfernt.